# معبد یاشینو میکوماری
معبد یاشینو میکوماری (به ژاپنی: 吉野水分神社, Yoshino Mikumari-jinja) یک معبد شینتویی است که در کوه یوشینو، یوشینو، نارا یوشینو، استان نارا، ژاپن قرار داردو  